# Équipe de Dominique de football
Cet article traite de l'équipe masculine. Pour l'équipe féminine, voir Équipe de Dominique féminine de football.
Maillots
L'équipe de Dominique de football est une sélection des meilleurs joueurs dominiquais sous l'égide de la Fédération de Dominique de football.

## Histoire
Dans les années 1990, la sélection dominiquaise participa à deux phases finales de la Coupe caribéenne des nations en 1994 et 1998. Elle fut éliminée dès le 1er tour et n'a plus disputé de phase de groupe depuis cette date.
Le 19 avril 2013, le sélectionneur national Kirt Hector et le joueur Norran Jno Hope décèdent lors d'un spectaculaire accident de voiture. Joslyn Prince, un autre joueur de la sélection, est également grièvement blessé. Ils se rendaient tous les trois à l'aéroport de Melville Hall afin de rejoindre la sélection nationale pour disputer un match contre Saint-Vincent-et-les-Grenadines.

## Sélection actuelle
Les joueurs suivants disputeront les qualification a la coupe du monde 2026
Mise à jour le 24 juin 2024
| N°         | Nom              | Date de naissance | Sélections (buts) | Club               |
| ---------- | ---------------- | ----------------- | ----------------- | ------------------ |
| Gardiens   |                  |                   |                   |                    |
| 12         | Jerome Burkard   | 14 novembre 2002  | 1 (0)             | Dublanc            |
| 22         | Glenson Prince   | 17 septembre 1987 | 47 (0)            | Dublanc            |
| 1          | Donté Newton     | 17 février 1999   | 0 (0)             | Harlem United      |
| Défenseurs |                  |                   |                   |                    |
| 19         | Marcus Bredas    | 29 novembre 2003  | 2 (0)             | Point Michel       |
| 3          | Jaheim Maxime    | 15 août 2001      | 0 (0)             | Harlem United      |
| 4          | Erskim Williams  | 21 octobre 1994   | 22 (0)            | Bombers FC         |
| 17         | Eustace Marshall | 14 février 1997   | 6 (1)             | Bath Estate        |
| 13         | Kassim Peltier   | 7 septembre 1998  | 2 (0)             | Harlem United      |
| Milieux    |                  |                   |                   |                    |
| 11         | Chad Bertrand    | 19 décembre 1986  | 37 (3)            | Dublanc            |
| 6          | Gylles Mitchel   | 16 décembre 1997  | 5 (0)             | Sans Club          |
| 23         | Briel Thomas     | 25 novembre 1994  | 30 (5)            | Dublanc            |
| 7          | Fitz Jolly       | 16 mars 1999      | 10 (0)            | Bath Estate        |
| 18         | Triston Sandy    | 10 janvier 2001   | 6 (0)             | Bombers FC         |
| 20         | Keeyan Thomas    | 3 novembre 2005   | 5 (0)             | Bombers FC         |
| Attaquants |                  |                   |                   |                    |
| 10         | Savio Anselm     | 21 septembre 2002 | 3 (0)             | Dublanc            |
| 15         | Reon Cuffy       | 17 janvier 1999   | 3 (0)             | East Central       |
| 16         | Travist Joseph   | 23 mai 1994       | 25 (1)            | Dublanc            |
|            | Audel Laville    | 14 septembre 2002 | 19 (4)            | Dublanc            |
|            | Donte Warrington | 18 octobre 2004   | 3 (0)             | Point Michel       |
|            | Javid George     | 14 juin 1998      | 23 (2)            | Sagicor South East |
|            | Troy Jules       | 26 juin 2001      | 5 (3)             | Mount Pleasant     |
|            | Julian Wade      | 12 juillet 1990   | 27 (8)            | Formartine United  |

- Entraîneur:  Ellington Sabin
- Entraîneur assistant:  Ellington Sabin
- Entraîneur des gardiens:  Courtney Challenger

## Classement FIFA
| Année              | 1995 | 1996 | 1997 | 1998 | 1999 | 2000 | 2001 | 2002 | 2003 | 2004 | 2005 | 2006 | 2007 | 2008 | 2009 | 2010 | 2011 | 2012 | 2013 | 2014 | 2015 | 2016 | 2017 | 2018 |
| ------------------ | ---- | ---- | ---- | ---- | ---- | ---- | ---- | ---- | ---- | ---- | ---- | ---- | ---- | ---- | ---- | ---- | ---- | ---- | ---- | ---- | ---- | ---- | ---- | ---- |
| Classement mondial | 158  | 138  | 139  | 133  | 149  | 152  | 161  | 174  | 185  | 165  | 172  | 181  | 189  | 191  | 197  | 129  | 171  | 161  | 167  | 184  | 176  | 174  | 168  | 178  |

## Résultats

### Parcours en Coupe du monde
| Année | Position     |      | Année         | Position |               | Année | Position |
| 1930  | Non inscrite | 1974 | Non inscrite  | 2010     | Non qualifiée |       |          |
| 1934  | Non inscrite | 1978 | Non inscrite  | 2014     | Non qualifiée |       |          |
| 1938  | Non inscrite | 1982 | Non inscrite  | 2018     | Non qualifiée |       |          |
| 1950  | Non inscrite | 1986 | Non inscrite  | 2022     | Non qualifiée |       |          |
| 1954  | Non inscrite | 1990 | Non inscrite  | 2026     | Non qualifiée |       |          |
| 1958  | Non inscrite | 1994 | Non inscrite  | 2030     | À venir       |       |          |
| 1962  | Non inscrite | 1998 | Non qualifiée | 2034     | À venir       |       |          |
| 1966  | Non inscrite | 2002 | Non qualifiée |          |               |       |          |
| 1970  | Non inscrite | 2006 | Non qualifiée |          |               |       |          |

### Parcours en Gold Cup
| Année | Position     |      | Année         | Position |               | Année | Position      |  | Année | Position |
| 1963  | Non inscrite | 1989 | Non inscrite  | 2007     | Non qualifiée | 2025  | Non qualifiée |  |       |          |
| 1965  | Non inscrite | 1991 | Non inscrite  | 2009     | Non qualifiée |       |               |  |       |          |
| 1967  | Non inscrite | 1993 | Non qualifiée | 2011     | Non qualifiée |       |               |  |       |          |
| 1969  | Non inscrite | 1996 | Non qualifiée | 2013     | Non qualifiée |       |               |  |       |          |
| 1971  | Non inscrite | 1998 | Non qualifiée | 2015     | Non qualifiée |       |               |  |       |          |
| 1973  | Non inscrite | 2000 | Non qualifiée | 2017     | Non qualifiée |       |               |  |       |          |
| 1977  | Non inscrite | 2002 | Non qualifiée | 2019     | Non qualifiée |       |               |  |       |          |
| 1981  | Non inscrite | 2003 | Forfait       | 2021     | Non qualifiée |       |               |  |       |          |
| 1985  | Non inscrite | 2005 | Non qualifiée | 2023     | Non qualifiée |       |               |  |       |          |

### Parcours en Ligue des nations
| Édition   | Ligue | Phase de groupes | Phase de groupes | Phase de groupes | Phase de groupes | Phase de groupes | Phase de groupes | Phase de groupes | Phase finale | Phase finale | Phase finale | Phase finale | Phase finale | Phase finale | Phase finale | Phase finale |
| Édition   | Ligue | Class.           | M                | V                | N                | D                | BM               | BE               | Pays hôte    | Résultat     | M            | V            | N            | D            | BM           | BE           |
| --------- | ----- | ---------------- | ---------------- | ---------------- | ---------------- | ---------------- | ---------------- | ---------------- | ------------ | ------------ | ------------ | ------------ | ------------ | ------------ | ------------ | ------------ |
| 2019-2020 | B     | 4/4              | 6                | 1                | 0                | 5                | 3                | 14               | 2020         | Inéligible   | Inéligible   | Inéligible   | Inéligible   | Inéligible   | Inéligible   | Inéligible   |
| 2022-2023 | C     | 2/3              | 4                | 0                | 2                | 2                | 2                | 5                | 2023         | Inéligible   | Inéligible   | Inéligible   | Inéligible   | Inéligible   | Inéligible   | Inéligible   |
| 2023-2024 | C     | 1/3              | 4                | 3                | 1                | 0                | 8                | 2                | 2024         | Inéligible   | Inéligible   | Inéligible   | Inéligible   | Inéligible   | Inéligible   | Inéligible   |
| 2024-2025 | B     | 3/4              | 6                | 1                | 1                | 4                | 6                | 18               | 2025         | Inéligible   | Inéligible   | Inéligible   | Inéligible   | Inéligible   | Inéligible   | Inéligible   |
| 2026-2027 | B     | /4               | 0                | 0                | 0                | 0                | 0                | 0                | 2027         | Inéligible   | Inéligible   | Inéligible   | Inéligible   | Inéligible   | Inéligible   | Inéligible   |
| Total     | Total | Total            | 20               | 5                | 4                | 11               | 19               | 39               | Total        | Total        | 0            | 0            | 0            | 0            | 0            | 0            |

### Parcours en Coupe caribéenne
- 1978 : Non inscrit
- 1979 : Forfait
- 1981 : Tour préliminaire
- 1983 : Tour préliminaire
- 1985 : Tour préliminaire
- 1988 : Tour préliminaire
- 1989 : Tour préliminaire
- 1990 : Tour préliminaire
- 1991 : Non inscrit
- 1992 : Tour préliminaire
- 1993 : Tour préliminaire
- 1994 : Phase de groupe
- 1995 : Tour préliminaire
- 1996 : Tour préliminaire
- 1997 : Tour préliminaire
- 1998 : Phase de groupe
- 1999 : Tour préliminaire
- 2001 : Tour préliminaire
- 2005 : Tour préliminaire
- 2007 : Tour préliminaire
- 2008 : Tour préliminaire
- 2010 : Tour préliminaire
- 2012 : Tour préliminaire
- 2014 : Tour préliminaire
- 2017 : Tour préliminaire

### Palmarès
- Windward Islands Tournament (3) :
  - Vainqueur en 1971, 1985 et 1988.

## Sélectionneurs
- Clifford Celaire (1996)
- Helmut Kosmehl (2000)
- Don Leogal (2004-2005)
- Christopher Erickson (2008)
- Kirt Hector (2009-2013)
- Ronnie Gustave (2013-2014)
- Shane Marshall (2014-aout 2016)
- Rajesh Latchoo (depuis mars 2017)